# Lijst van presidenten van de Generalitat de Catalunya
Hieronder volgt een lijst van presidenten van Generalitat de Catalunya zoals deze in 2003 werd gemaakt door de historicus Josep M. Solé i Sabaté in het werk Historia de la Generalitat de Catalunya i dels seus presidents (Geschiedenis van de Generalitat de Catalunya en haar presidenten).
Van 1359 tot 1714 was dat de voorzitter de afvaardiging van de Staten-Generaal van Catalonië die afhing van de Corts Catalanes. In 1714 werd de instelling na de annexatie met Castilië door Filips V van Spanje met het Decretos de Nueva Planta afgeschaft. Vanaf de Tweede Spaanse Republiek in 1932 wordt de president verkozen door het Catalaanse Parlement. Tijdens de franquistische dictatuur (1939-1975) werd het autonomiestatuut per decreet door Franco afgeschaft en waren de regionale president en de regering in ballingschap. Na Spaanse democratische overgang en de nieuwe democratische grondwet van 1978 wordt de president opnieuw verkozen door het parlement van de autonome gemeenschap.

## Historische presidenten (1359-1714)
1. Berenguer de Cruïlles (1359-1362)
2. Romeu Sescomes (1363-1364)
3. Ramon Gener (1364-1365)
4. Barend Vallès (1365)
Barend Vallès (1365-1367)
Romeu Sescomes (1375-1376)
5. Jan I van Empúries (1376)
6. Willem van Guimerà (1376-1377)
7. Galceran van Besora (1377-1378)
Ramon Gener (1379-1380)
8. Filips van Anglesola (1380)
9. Peter van Santamans (1381-1383)
10. Arnau Descolomer (1384-1389)
11. Michiel van Santjoan (1389-1396)
12. Alfons van Tous (1396-1413)
13. Marc van Vilalba (1413-1416)
14. Andreu Bertran (1416-1419)
15. Joan Desgarrigues (1419-1422)
16. Dalmau van Cartellà (1422-1425)
17. Filips van Malla (1425-1428)
18. Domènec Ram (1428-1431)
Marc van Vilalba (1431-1434)
19. Peter van Palou (1434-1437)
20. Peter van Darnius (1437-1440)
21. Antoni d'Avinyó i de Moles (1440-1443)
22. Jaume de Cardona i de Gandia (1443-1446)
23. Pero Ximénez de Urrea (1446-1449)
24. Bertran Samasó (1449-1452)
25. Bernat Guillem Samasó (1452-1455)
26. Nicolau Pujades (1455-1458)
27. Antoni Pere Ferrer (1458-1461)
28. Manuel de Montsuar i Mateu (1461-1464)
29. Francesc Colom (1464-1467)
30. Pontius Andreas van Vilar (1467-1470)
31. Miquel Samsó (1470-1473)
32. Joan Maurici de Ribes (1473-1476)
33. Miquel Delgado (1476-1478)
34. Pere Joan Llobera (1478-1479)
35. Berenguer de Sos (1479-1482)
36. Pere de Cardona (1482-1485)
Pontius Andreas van Vilar (1485-1488)
37. Juan Payo Coello (1488-1491)
38. Joan de Peralta (1491-1494)
39. Francí Vicenç (1494-1497)
40. Pedro de Mendoza (1497-1500)
41. Alfons d'Aragó (1500-1503)
42. Ferrer Nicolau de Gualbes i Desvalls (1503-1504)
43. Gonzalo Fernández de Heredia (1504-1506)
44. Lluís Desplà i d'Oms (1506-1509)
45. Jordi Sanç (1509-1512)
46. Johan II van Ribagorça ook Johan van Aragon genaamd (1512-1514)
47. Jaume Fiella (1514-1515)
48. Esteve de Garret (1515-1518)
49. Bernat de Corbera (1518-1521)
50. Joan Margarit i de Requesens (1521-1524)
51. Lluís de Cardona i Enríquez (1524-1527)
52. Francesc de Solsona (1527-1530)
53. Francesc Oliver de Boteller (1530-1533)
54. Dionís de Carcassona (1533-1536)
55. Joan Pasqual (1536-1539)
56. Jeroni de Requesens i Roís de Liori (1539-1542)
57. Miquel Puig (1542-1545)
58. Jaume Caçador (1545-1548)
59. Michiel van Oms en Sentmenat (1548-1551)
60. Onofre de Copons i de Vilafranca (1551-1552)
61. Miquel de Ferrer i de Marimon (1552)
62. Joan de Tormo (1552-1553)
63. Miquel de Tormo (1553-1554)
64. Francesc Jeroni Benet Franc (1554-1557)
65. Pere Àngel Ferrer i Despuig (1557-1559)
66. Ferran de Lloances i Peres (1559-1560)
Michiel van Oms en Sentmenat (1560-1563)
67. Onofre Gomis (1563-1566)
68. Francesc Giginta (1566-1569)
69. Benet de Tocco (1569-1572)
70. Jaume Cerveró (1572-1575)
71. Pere Oliver de Boteller i de Riquer (1575-1578)
Benet de Tocco (1578-1581)
72. Rafael d'Oms (1581-1584)
73. Jaume Beuló (1584)
Pere Oliver de Boteller i de Riquer (1584-1587)
74. Martí Joan de Calders (1587)
75. Francesc Oliver de Boteller (1587-1588)
76. Jaume Caçador i Claret (1590-1593)
77. Miquel d'Agullana (1593-1596)
Francesc Oliver de Boteller (1596-1598)
78. Francesc Oliveres (1598-1599)
79. Jaume Cordelles i Oms (1599-1602)
80. Bernat de Cardona i de Queralt (1602-1605)
81. Pere Pau Caçador i d'Aguilar-Dusai (1605-1608)
82. Onofre van Alentorn en Botella (1608-1611)
83. Francesc de Sentjust i de Castre (1611-1614)
84. Ramon d'Olmera i d'Alemany (1614-1616)
85. Miquel d'Aimeric (1616-1617)
86. Lluís de Tena (1617-1620)
87. Benet Fontanella (1620-1623)
88. Pere de Magarola i Fontanet (1623-1626)
89. Francesc Morillo (1626-1629)
90. Pere Antoni Serra (1629-1632)
91. Esteve Salacruz (1632)
92. García Gil Manrique (1632-1635)
93. Miquel d'Alentorn i de Salbà (1635-1638)
94. Pau Claris i Casademunt (1638-1641)
95. Josep Soler (1641)
96. Bernat de Cardona i de Raset (1641-1644)
97. Gispert d'Amat i Desbosc de Sant Vicenç (1644-1647)
98. Andreu Pont (1647-1650)
99. Pau del Rosso (1650-1654)
100. Francesc Pijoan (1654-1656)
101. Joan Jeroni Besora (1656-1659)
102. Pau d'Àger (1659-1662)
103. Jaume de Copons i de Tamarit (1662-1665)
104. Josep de Magarola i de Grau (1665-1668)
105. Joan Pagès i Vallgornera (1668-1671)
106. Josep de Camporrells i de Sabater (1671-1674)
107. Esteve Mercadal i Dou (1674-1677)
108. Alfonso de Sotomayor (1677-1680)
109. Josep Sastre i Prats (1680-1683)
110. Baltasar de Muntaner i de Sacosta (1683-1686)
111. Antoni de Saiol i de Quarteroni (1686-1689)
112. Benet Ignasi van Salazar (1689-1692)
113. Antoni van Planella en Cruïlles (1692-1695)
114. Rafael de Pinyana i Galvany (1695-1698)
115. Climent de Solanell i de Foix (1698-1701)
116. Josep Antoni Valls i Pandutxo (1701)
Antoni van Planella en Cruïlles (1701-1704)
117. Francesc van Valls i Freixa (1704-1705)
118. Josep Grau (1706-1707)
119. Manuel de Copons i d'Esquerrer (1707-1710)
120. Francesc Antoni de Solanell i de Montellà (1710-1713)
121. Josep de Vilamala (1713-1714)

## Tweede Spaanse Republiek (1931-1939)
1. Francesc Macià i Llussà (ERC) (1932-1933)
2. Lluís Companys i Jover (ERC) (1933-1940)

## Regering in ballingschap (1939-1975)
1. Lluís Companys i Jover (ERC) (1933-1940)
2. Josep Irla i Bosch (ERC) (1940-1954)
3. Josep Tarradellas i Joan (ERC) (1954-1980)

## Tijdens democratische overgang (1975-78)
1. Josep Tarradellas i Joan (ERC) (1954-1980)

## Koninkrijk Spanje (1978-heden)
1. Josep Tarradellas i Joan (ERC) (1954-1980)
2. Jordi Pujol i Soley (CiU) (1980-2003)
3. Pasqual Maragall i Mira (PSC) (2003-2006)
4. José Montilla i Aguilera (PSC) (2006-2010)
5. Artur Mas i Gavarró (CiU) (2010-2016)
6. Carles Puigdemont i Casamajó (Junts pel Sí) (2016-2017)

2017-2018: vacant in verband met direct bestuur door de nationale Spaanse regering in Madrid, door het toepassen van artikel 155 van de Spaanse grondwet
1. Joaquim Torra i Pla (JuntsxCat) (2018-2020)
2. Pere Aragonès (ERC (2020-heden)